# Jens Tang
Jens Tang, er en dansk filmklipper og filminstruktør.

## Filmografi
- City slang redux (2011)
- Die Jodeladies: Absolute Partyterapi (2002)
- Simons film (1999)
- Flâneur III: Benjamins skygge (1998)
- Take off (1997)
- Tango (1997)
- Stjålne blikke (1996)
- Den grimme dreng (1996)
- Elskede dyr (1995)
- Carl Th. Dreyer - Min metier (1995)
- Praha (1994)
- By the dawn's early light (1994)
- Talk like whales (1994)
- Stilleben (1994)
- Superhoney (1994)
- Den Andra (1993)
- Borte med pesten (1993)
- Wash and go (1993)
- I sin afmagt møder Sch. Rembrandt (1993)
- Mind the gap (1993)
- Abildgaard - The Dancing Storyteller (1993)
- The tattooed sheep (1992)
- The Flood (1992)
- Shooting script - a transatlantic love story (1992)
- Jeg kommer igen i morgen (1992)
- Quattsiluni (1992)
- Star dog (1991)
- Vomit live (1991)
- Det russiske alfabet (1990)
- Majaik - En ungdomsgulag (1990)
- Stumfilm i et køleskab (1990)
- Livet på Trekanten (1990)
- It's a blue world (1990)
- Kielgasten (1990)
- Supercop (1989)
- Hov! (famous last words) (1989)
- A motherly peepshow (1989)
- Some Men... (1989)
- Johnny (1988)
- View of a Queen (1988)